# À vos marques, prêts, partez
Pour plus de détails, voir Fiche technique et Distribution.
À vos marques, prêts, partez (Ready, Woolen and Able en anglais) est un cartoon américain Merrie Melodies de 1960 réalisé par Chuck Jones mettant en scène Ralph et Sam.